# Jurij Podjebradski
Jurij Podjebradski (češko: Jiří z Poděbrad ali Jiří z Kunštátu a Poděbrad), - češko-moravski plemič, češki kralj, * 6. april 1420, verjetno grad Poděbrady, osrednja Češka, † 22. marec 1471, Praga.
Jurij Podjebradski je štiriindvajsetleten postal vodja zmernih husitov (utrakvistov). V času, ko je Ladislava Posmrtnega (ki je imel po svojem očetu formalno pravico do češkega prestola) njegov skrbnik zadrževal na svojem dvoru, je na Češkem prevladala Jurijeva stranka (1448). Jurij je z vojsko, obljubami in grožnjami dosegel, da so ga leta 1452 pri izvolitvi za upravitelja dežele (guvernerja) podprli tudi baroni iz katoliške stranke. Ko se je Ladislav rešil ujetništva, so ga Čehi leta 1453 okronali za češkega kralja in Jurij je postal njegov upravitelj. Po Ladislavovi zgodnji smrti so češki stanovi Jurija leta 1458 izvolili za češkega kralja.
Jurij je z razumnimi in previdnimi potezami dejansko uspel začasno umiriti politične in verske nemire. Dežela je krenila na pot obnove. Jurij je poskrbel za ureditev meje s Saško in stkal številne povezave z evropskimi knezi. Ti so spoznali njegove pogajalske sposobnosti in cenili njegova prizadevanja za mir. V projektu zamenjave aktualnega rimsko-nemškega kralja Friderika III., s katerim knezi niso bili zadovoljni, je Jurij celo postal kandidat za novega rimsko-nemškega kralja (1460/1461). Tedaj pa se je vmešala rimska kurija. Opozorila je, da Jurij ni izpolnil tajne obljube, ki jo je dal pred prejemom krone iz rok dveh katoliških škofov (1453), namreč, da bo svojo deželo pripeljal nazaj v okvir rimskokatoliške cerkve. Papež Pavel II. je Jurija izobčil in mu odrekel naslov češkega kralja (1466). Proti njemu je napotil križarsko vojsko, na katere čelo se je postavil ogrski kralj Matija Hunyadi. Jurij se je uspešno branil pred napadi ogrske vojske in domačih katoliških baronov, a zmage ni dočakal, ker je leta 1471 umrl zaradi vodenice.

## Poreklo. Uveljavitev v stranki utrakvistov.
Jurij izhaja iz moravsko-češke plemiške rodbine, ki je dobila ime po gradu Kunštát (Páni z Kunštátu) in je simpatizirala s husiti, odkar so se ti pojavili. Jurijev oče Viktor (Viktorín z Poděbrad) je bil prijatelj voditelja husitov Jana Žižke.
Jurij se je kot štirinajstleten mladenič 30. maja 1434 udeležil odločilne bitke med nasprotnima si husitskima strankama pri vasici Lipany (5 km severozahodno od mesteca Kouřim) in se izkazal na strani zmagovitih utrakvistov (zmernih husitov). V spopadu s četami kralja Alberta pri mestu Tábor (avgusta 1439) je bil že eden od poveljnikov v vojski husitov, ki so nasprotovali novemu češkemu kralju.
V brezvladju, ki je sledilo Albertovi smrti (oktober 1439)  je prišlo do nemirov, v katerih so se za prevlado na Češkem potegovale štiri stranke: avstrijska ali rimska stranka, v kateri so bili katoliški baroni z voditeljem Ulrikom II. Rožemberškim (Oldřich II. z Rožmberka); praški utrakvisti pod vodstovom mestnega grofa Majnharda iz Hradca (Menhart z Hradce), ki so se sicer zavzemali za laično povzdigovanje, sicer pa so imeli enaka stališča kot prejšnji; velika utrakvistična stranka, ki jo je vodil Henrik Ptáček Pirkštajnski (Hynek Ptáček z Pirkštejna); in ostanki taboritov (radikalnih husitov). Mladi Jurij je bil leta 1440 v Ptáčekovi stranki imenovan za okrožnega poveljnika, po njegovi smrti (1444) pa izbran za voditelja stranke. Ob Jurijevem zavzemanju za pravično ureditev in mir je število pristašev stranke hitro naraščalo.

## Prevlada stranke utrakvistov (1444-1448)
Jurij je na deželnem zboru, 1. novembra 1444, s prepričljivim govorjenjem navidezno uspel pridobiti za svoja stališča tudi druge stranke. Toda kasneje nobena stranka ni držala svojih obljub. Katoličani, ki naj bi pri papežu dosegli, da bi priznal voditelja utrakvistične cerkve in rektorja Karlove univerze v Pragi Jana Rokycano (Jan z Rokycana) za praškega nadškofa, so v Rimu dejansko govorili proti njemu. Iz obzirnosti do cesarja  tudi niso podpirali privedbe mladoletnega Ladislava na Češko. Vendar so Jurijevi cilji (uveljavitev praških kompaktov in z njimi povezanih svoboščin, privedba mladoletnega kralja v deželo, uveljavitev Rokyzane za praškega nadškofa) postali počasi cilji večine naroda. Njegov vpliv je še povečalo vsesplošno ogorčenje, ki ga je povzročil majsenški škof, ko ni hotel posvetiti čeških učiteljev in študentov, ker so pili iz keliha.
Ker na deželnih zborih, kljub stalnemu Jurijevemu prizadevanju, ni bilo napredka, je Jurij 11. novembra 1447 v Kutni Gori sklical svoje pristaše. Sklenili so, da bodo ustanovili svojo vojsko; za pretvezo so navedli ogroženost na meji s Saško, kjer je mlajši brat, saški vojvoda Viljem III., nezadovoljen z delitvijo wettinske dediščine, sprožil vojno proti starejšemu bratu, saškemu volilnemu knezu Frideriku II.
Misija papeževega legata, kardinala Carvajala, ki je želel Pražane prepričati, naj se vrnejo v katolicizem, je spomladi leta 1448 v celoti propadla. Pristaši Majnharda iz Hradca so sicer formalno prestopili v staro vero, zato pa se je večji del praškega nižjega plemstva priključil Jurijevi stranki. 11. junija 1448 je prebivalstvo Prage slovesno sprejelo sklep, naj se izženejo vsi, ki ne sprejemajo obhajila pod obema podobama, sub utraque specie. Jurij je začutil, da je nastopil pravi čas: z vojsko je odrinil proti Pragi in jo v noči med 2. in 3. septembrom 1448 zavzel, praktično brez odpora. 

## Pridobitev politične moči na Češkem (1448-1453)
Utrakvisti so z udarom prevzeli državne urade, ki so bili prej večinoma v rokah katoličanov. Duhovniki praškega stolnega kapitlja so zbežali v Plzeň. Nemški učitelji in študentje so drugič zapustili Prago, skupaj s tistimi, ki niso hoteli sprejeti nove vere. Praga je ponovno postala center husitstva in obenem moči in ugleda Jurija Podjebradskega. Najuglednejšega mestnega grofa, Majnharda iz Hradca, so zaprli in začela se je vojna za oblast. Katoliška stranka je iskala pomoč pri saškem volilnem knezu Frideriku II., Jurij pa se je povezal z Viljemom III. in z Brandenburžani. Ko sta saška brata nadaljevala medsebojni spopad in pustila Čehe na cedilu, so morali katoliški baroni priznati Juriju premoč. Na deželnem zboru v Pragi (od 25. novembra 1450 do 6. januarja 1451) so sprejeli Jurijev program.
Jurij je vladal deželi odločno (v pogledu glavnih usmeritev) in hkrati popustljivo (v manj pomembnih zadevah). 21. avgusta 1450 je s pogodbo v Kraljevem Gradcu zagotovil mir tudi v Šleziji. Spopadi med plemiči so popolnoma prenehali, izginile so roparske tolpe, najemniki, ki so doma ostali brez dela, so odšli v tujino. Poti so postale varne, obnovljen je bil pravni red. Razrvana dežela je krenila na pot obnove in večanja blagostanja. To so bila Jurijeva najlepša leta vladanja.
Ko je dobil oblast v svoje roke, je Jurij prenehal vzpodbujati privedbo mladoletnega kralja v deželo, medtem ko so si tega sedaj želeli katoliški baroni, ker so računali, da bi z njegovo pomočjo spet prišli do vpliva. Jurijev interes se je tako pokril z interesom Ladislavovega uradnega skrbnika, Friderika III. Ta se je s Podjebradskim (tako kot prej že z Janom Hunyadijem) dogovoril, da mladega kralja Čehom ne bo izročil do njegove polnoletnosti. Oktobra 1451 je, pred svojim odhodom na kronanje za cesarja v Rim, imenoval Podjebradskega za državnega upravitelja. 
27. aprila 1452 so utrakvistični stanovi Podjebradskega izvolili za upravitelja države (gubernatorja). Septembra, ko se je Ulrik Rožemberški v Avstriji bojeval proti cesarju za osvoboditev Ladislava, je Jurij izkoristil ugodno priložnost in prisilil tako taborite kot katoliške barone, da so ga tudi oni priznali za upravitelja dežele.
Med tem so na Dunaju avstrijski stanovi z ogrskimi in češkimi somišljeniki pod vodstvom Ulrika II. Celjskega osvobodili dvanajstletnega Ladislava. Jurij je s prikupnim vedenjem znal pridobiti naklonjenost mladeniča. V aprilu-maju 1453 je Ladislav (formalni vladar v Avstriji, Ogrski in Češki) v Znojmu pristal na vse zahteve Jurija Podjebradskega (dejanskega vladarja Češke). V krog Jurijeve politike sta vstopili tudi avstrijska vojvodina in ogrska kraljevina.

## Kraljevi upravitelj na Češkem (1453-1457)
28. oktobra 1453 so v Pragi kronali Ladislava za češkega kralja. Kralj je Podjebradskemu za šest let potrdil položaj upravitelja (gubernatorja) in mu priznal vse pridobljene posesti: Kladsko grofijo (češko: Hrabství kladské, danes približno okrožje Kłodzki na Pojskem), mesta Albrechtice, Potštejn in verjetno tudi Kolín. Jurij je leta 1454 obnovil deželno pravo in urejal upravne zadeve. Utrakvisti pa so mu očitali, da se ne trudi dovolj za uresničitev njihovih verskih zadev.
Juriju se je zdelo potrebno, da svoj vpliv uveljavi tudi v pridruženih deželah krone. To se mu je posrečilo na Moravskem, medtem ko se mu je šlezijsko meščanstvo za vedno odtujilo; ni uspel tudi v Spodnji Lužici in v fevdih, ki so bili v saških rokah, kjer so se spopadi še kar nadaljevali.
Po kronanju je Jurij dvanajst mesecev zadrževal kralja v Pragi pod svojim vplivom. Potem je Ladislav odpotoval v Šlezijo, kjer je ga je prebivalstvo v Vroclavu navdušeno sprejelo, in na Moravsko. Po prihodu na Dunaj je spet prišel pod vpliv svojega strica v drugem kolenu, celjskega grofa Ulrika II.; s tem se je okrepila tudi kraljeva (avstrijska, katoliška) stranka na Češkem. Po smrti ogrskega gubernatorja Jana Hunyadija je nameravala kraljeva stranka prevzeti oblast na Ogrskem. Uboj Ulrika Celjskega v Beogradu (9. novembra 1456) je to preprečil. Po Ladislavovi vrnitvi v Prago, ga je Jurij tam ponovno zadrževal pod svojim vplivom. 23. novembra 1457 je Ladislav nenadoma umrl. Govorice, da ga je dal Jurij zastrupiti, niso bile nikdar potrjene.

## Češki kralj (1458-1471)
Za izpraznjeni kraljevi prestol se je potegovalo več tujih kandidatov, med katerimi je bil najaktivnejši saški vojvoda Viljem III. Hrabri (†1482), ki je bil poročen s sestro Ladislava Posmrtnega, Ano, in se je imel za dediča češke krone.  Toda Čehi za kralja niso marali tujca. Na volitvah 2. marca 1458 so izvolili Jurija Podjebradskega; zanj so glasovali celo katoliški baroni, k čemur so prispevale tudi Jurijev obljube, denar in celo grožnje.
Jurij je prejel krono 6. maja 1458 iz rok škofov iz Győra in Váca, vendar je moral pred kronanjem tajno priseči, da bo prestopil v katoliško vero, da bo tako kot drugi krščanski vladarji, poslušen Svetemu sedežu in da bo svoj narod pripeljal iz krivoverstva nazaj v rimsko-katoliško cerkev. Morda se je Jurij tedaj zanašal na svojo diplomatsko spretnost in upal, da bo lahko zmehčal nasprotujoča si stališče kurije in utrakvistov in dosegel kompromis. Vsekakor je ta obljuba odtlej tičala v ozadju vsega njegovega delovanja.
Jurija je že pred kronanjem priznal za kralja večji del Moravske. Po njem so se mu ob hitrem vojaškem pohodu skozi Moravsko podredila tudi mesta Olomuc, Brno in Znojmo, ki so prej oklevala, Jihlavo pa si je moral podrediti z orožjem. Tudi Šlezija, zlasti Vroclav, mu je še dolgo časa odrekala priznanje. Sosednja Saška je sprva grozila celo z vojno, a je začetek sovražnosti med Wittelsbachi in Hohenzollerji (bavarska vojna 1459-1463) odpravil to nevarnost.
Jurij je poskrbel tudi za sožitje s sosedi. Na dveh sestankih v Chebu (maja in novembra 1459) je sklenil poravnavo s Saško: Viljem III. je odstopil od svoje zahteve po dedovanju češkega prestola in z Jurijem sta se zmenila za zaroko njunih otrok; skupaj z volilnim knezom Friderikom II. so po grebenu Rudne gore (Krušné hory) določili mejo med Češko in Saško, ki večinoma velja še danes.
31. julija 1459 je Friderik III. kot cesar podelil Juriju kraljevino Češko v fevd in povzdigni njegovega najstarejšega sina Viktorina v državnega kneza. Jurij mu je obljubil, da bo (mirno ali z orožjem) zanj pridobil Ogrsko (kar pa se potem ni zgodilo). Sporazum s pfalškim volilnim knezom Friderikom I. Zmagovalcem in bavarsko-landshutskim vojvodo Ludvikom IX. Bogatim je zaokrožil krog Jurijevih povezav.

### Neuresničeni projekt zamenjave cesarja (september 1460 - februar 1461)
Jurijevo diplomatsko spretnost v tkanju medsebojnih povezav je opazil tudi bavarski humanist in državnik Martin Mair, ki je v službi majnškega volilnega kneza začel pripravljal projekt reorganizacije cesarstva in zamenjavo cesarja (volilni knezi s Friderikom III. niso bili zadovoljni). Mair, sedaj v službi bavarsko-landhutskega vojvode Ludvika IX. Bogatega, je Juriju ponudil, naj prevzame vlogo kandidata za novega rimsko-nemškega kralja. Po začetnem oklevanju je Jurij na drugem sestanku v Chebu ponudbo sprejel. Začela sta pripravljati izvedbo. Januarja 1460 se je Mair odpravil v Milano po kredit in Francescu Sforzi obljubil investituro v državnega kneza. 
Ko so septembra 1460 knezi na državnem zboru (rajhstagu) na Dunaju spet enkrat izrazili nezadovoljstvo nad cesarjem, je priprava projekta pospešeno stekla. Jurij se je v Pragi povezal z Ludvikom IX. Bavarskim, posinovil je Matijo Hunyadija in se povezal z njim ter s Poljaki. Že prej je za načrt pridobil Brandenburg in Saško. 11. novembra je Ludvik Bavarski v Nürnbergu poiskal podporo ožje skupine naklonjenih mu knezov. Mair je pridobil pogojno podporo majnškega in pfalškega volilnega kneza. Projekt pa se je začel zaustavljati 13. decembra na srečanju v Bambergu zaradi odnosa Jurija do rimske kurije. 2. februarja 1461 so nameravane volitve zaustavili Brandenburžani, konec februarja pa so jih v Nürnbergu zavrnili tudi volilni knezi.
Juriju, od katerega je kurija vse nujneje zahtevala, da izpolni obljubo, ki jo je dal pred kronanjem, je tedaj prišlo na misel, da bi bilo mogoče problem zbližanja rimske in češke cerkve odpraviti tako, da bi ga papež z bulo imenoval za rimsko-nemškega kralja. Ta ideja je povzročila pri Rokyzani in utrakvistih neznansko razburjenje. Jurij je spoznal, da takšne unije nikdar ne bodo sprejeli. 15. maja 1461 se je javno slovesno opredelil za praške kompakte. To je bil preobrat v življenju Jurija Podjabraškega in njegovega kraljestva.

### Zaostrovanje odnosa z Rimom. Izobčenje (1461-1466)
Jurij je še naprej neumorno iskal povezave s knezi in si prizadeval za mir. Na željo cesarja je prevzel vlogo posrednika na mirovnih pogajanjih v Pragi (november-december 1461), na katerih je uspelo končati bavarsko vojno. Poskušal je posredovati v trinajstletni vojni med Nemškim viteškim redom in Poljsko. V Rimu se je predstavil kot podpornik miru v Evropi in si skušal papeža pridobiti tako, da mu je ponudil vojsko za križarski pohod proti Turkom. Končno  je poslal v Rim svoje odposlanstvo (kar je Rim že dolgo zahteval) s ponudbo nekakšne unije med rimsko in praško cerkvijo na osnovi praških kompaktov. Papež je 13. marca 1462 ponudbo brezkompromisno zavrnil in razglasil praške kompakte (s katerimi se kurija nikdar ni sprijaznila) za neveljavne.
Jurij se je tedaj oprijel projekta evropske knežje zveze brez pokroviteljstva cesarja ali papeža. Krščanski knezi Evrope naj bi se združili v zvezo, v kateri bi bili vsi enakopravni. Medsebojne odnose bi urejale skupne institucije, ki bi skrbele za pravni red, proračun, vojsko itn. Prva pomembna naloga zveze naj bi bila obramba pred Turki. Jurijeva delegacija je pod vodstvom njegovega svaka potovala od dvora do dvora po cesarstvu in tudi zunaj njega, prišla je vse do Portugalske in Anglije, ter bila povsod lepo sprejeta. Idejo so sprejeli tudi Francozi in Benečani.
Juriju je prišla prav stiska cesarja Fridrika III. jeseni leta 1462. Cesarjev brat Albert VI. in dunajski meščani so tedaj oblegali cesarja, ujetega v dunajskem gradu, dokler ga ni rešila češka vojska. Cesar je v zahvalo dal Juriju nove privilegije za kraljestvo, povišal je tudi Jurijeva mlajša sinova v državna kneza, predvsem pa je dal Juriju obljubo, da bo zanj posredoval pri rimski kuriji.
Kurija se je na Jurijeva prizadevanja za knežjo zvezo odzvala z diplomatsko protiakcijo: oktobra 1463 je sklenila za boj proti Turkom posebno zvezo z Benetkami in Ogrsko; zvezi so se kasneje priključile tudi druge države, med njimi Francija in Burgundija. 
Jurij se je začel pripravljati na vojno. Svoje gradove na Češkem je oskrbel z vojnimi zalogami. Sina Viktorina je postavil za vrhovnega poveljnika vojske na Moravskem in s tem še povečal nejevoljo katoliških baronov, ki so bili že ves čas nenaklonjeni njegovi osebni vojski. Kurija se ni več pustila zadrževati od Friderika III. in je tik pred smrtjo papeža Pija II. pripravila citacijo za Jurija. Pijev naslednik papež Pavel II. je še nekoliko počakal, 28. junija pa je izdal Juriju poziv, naj se v 180 dneh javi na zagovor; češkim katolikom je naznanil, da bo Jurija odstavil, in svaril kneze pred sodelovanjem z njim.
Češki baroni so na jesenskem deželnem zboru (23. septembra 1465) kralju očitali številne dejanske in namišljene kršitve njihovih pravic in svoboščin. Jurij jih je ostro zavrnil in pri tem požel odobravanje nižjega plemstva. Baroni so se odzvali tako, da so se 28. novembra 1465 v gradu Zelená Hora združili v Zelenogorsko zvezo. 
Kurija je Jurijevo pritožbo na njene ukrepe zavrnila in še pred iztekom roka 180 dni, 8. decembra 1465, Jurijeve podložnike odvezala zvestobe kralju. Sledila je vstaja v Plzňu, na kar je Jurij sklenil premirje z Zvezo. Na rajhstagu v Nürnbergu (1466) sta se nemški humanist Gregor Heimburg in brandenburški mejni grof Albert III. Ahil še enkrat zavzela za Jurijev primer in zbor je od papeža zahteval srečanje z razpravo o češkem vprašanju. Ne oziraje se na to je Pavel II. 23. decembra 1466 Jurija in njegovo družino izobčil, mu odrekel prestol in njegovim sinovom nasledstvo ter razglasil proti Juriju križarsko vojno. Za uresničitev svojih ukazov je določi Zelenogorsko zvezo, ki se je med tem (septembra v Žitavi) prestrukturirala v vojaško Katoliško ligo pod vodstvom Zdeneka Šternberškega (češko: Zdeněk Konopišťský ze Šternberka, z mogočnega gradu Šternberk, 40 km jugovzhodno od Prage) in Poljsko. 

### Vojna proti "husitskemu kralju" (1466-1471)
Vojna se je začela s posameznimi spopadi in obleganji gradov. Poljski kralj Kazimir IV., kateremu sta obe strani ponujali češko krono, se ni hotel vključiti v vojno in je 30. novembra 1467 izposloval premirje (najprej do 25. januarja 1468 in potem še do 26. marca), namenjeno mirovnim pogajanjem v Brzegu. Ker pa je papeški delegat vztrajal pri uničenju Jurija, je posvet pripomogel le h krepitvi nasprotnikov. Obe strani sta vzpostavili stik z ogrskim kraljem Matijo Hunyadijem. Istočasno ga je klical na pomoč cesar, ker mu je knez Viktorin odpovedal pokorščino in z vojsko vdrl v Avstrijo.
Matija je 31. marca 1468 Juriju napovedal vojno. Papež ga je podprl z novimi pooblastili. Matija je Viktorina prisilil, da je zapustil Avstrijo in priskočil na pomoč očetu. Po umiku Jurijeve vojske je Matija zasedel večji del Moravske.
Leto 1468 je bilo polno spopadov in brezplodnih pogajanj. V "osmih nesrečnih tednih" (med sredino avgusta in sredino oktobra) je Jurijeva vojska utrpela težke izgube, a se je potem vojna sreča obrnila. Februarja 1469 je bila pri Vilémovu ogrska vojska obkoljena in Matija je bil prisiljen skleniti premirje (3. aprila) in Juriju obljubiti, da ga bo na osnovi praških kompaktov spravil z Rimom; v zameno mu je Jurij obljubil, da ga bo podprl pri prizadevanjih za rimsko-nemško krono. Toda papeški legat Rovarella na mirovnem shodu v Olomucu (7. april - 1. maj 1469) o spravi ni hotel slišati. 3. maja so katoliški stanovi Matijo izvolili za češkega kralja.
Cesarja Friderika III. je prestrašilo Matijevo neprikrito stremljenja po prestolu rimsko-nemškega kralja in se je odmaknil od njega; prav tako Brandenburžani in Poljaki. Da bi si zagotovil Kazimirjevo podporo, se je Podjebradski odpovedal dinastičnim interesom svoje družine in za svojega naslednika predlagal poljskega princa Vladislava. Jurijeva diplomatska služba je na dvorih cesarstva, pa tudi v Franciji in Burgundiji, delovala proti Matijevim prizadevanjem in stopila v stik s sovražnimi mu ogrskimi magnati. Čeprav je bil Viktorin v ujetništvu, je Jurij vodil vojno tako spretno, da je bil njegov položaj v začetku leta 1470 ugodnejši od položaja nasprotnikov. Knezi so se na srečanju pri cesarju v Beljaku (19. julij - 1. avgust 1470) izrekli za ohranitev Podjebradskega na češkem prestolu. Matiji se je hitri vpad v Češko ponesrečil, na Ogrskem je naraščalo nezadovoljstvo zaradi dolge vojne, med tem pa se je število Jurijevih pristašev tako na Češkem kot v cesarstvu večalo. Saški vojvoda Viljem III. je, ne oziraje se na papeževo izobčenje, poročil svojo hčerko Katarino z Jurijevim najmlajšim sinom Hynekom; ob pomoči cesarja je tudi že omehčal kurijo in kardinal, ki naj bi zastopal kurijo na rajhstagu v Nürnbergu, je dobil pristanek, da sodeluje pri obravnavanju češkega spora, ko je prišlo sporočilo, da je Jurij umrl.
Jurij je umrl od vodenice, ki je v zadnjih letih življenja močno preoblikovala njegovo telo. Njegovo krono je nasledil Vladislav, sin Kazimirja IV. in nečak Ladislava Posmrtnega, ki se je z Matijo bojeval naprej. Leta 1479 sta si ozemlje češke krone razdelila: Vladislav je dobil Češko, Matija pa Moravsko, Lužico in Šlezijo. Oba sta obdržala naslov češkega kralja. Po Matijevi smrti (1490) je Vladislav postal kralj vseh čeških kronskih ozemelj in tudi ogrski kralj.

## Jurijeva osebnost
Jurij Podjebradski ni bil izobražen človek, poleg češčine je govoril malo nemško, latinščine pa sploh ne. Bil je živahne, družabne narave in kot je napisal Enea Silvio Piccolomini, ko se je kot odposlanec Friderika III. pogajal z njim (1451), "okužen s husitizmom sicer pa pošten in plemenit". Ni bil ujetnik ideoloških prepričanj ali versko vnet, nasprotno, naklonjen je bil kompromisom in pogajanjem. Marsikaj je poskušal, da bi spravil "sprti polovici svojega naroda". S svojimi nasprotniki se je boril z zvijačo in močjo; prekašal jih je v modrosti, potrpežljivosti, delavnosti in delovni energiji, zagrizenosti, enak pa jim je bil v brezobzirnosti in častihlepju. Njegov dvor je bi varčen, umetniki na njem so bili redki, čeprav je Jurij včasih svoje dostojanstvo rad poudaril z reprezentativnim nastopom. Njegova politika je bila poznana po hitrih preobratih in zato ni bil vedno zanesljiv partner. Njegovi katoliški sovražniki so bili mišljenja, da se obkroža "s hinavskimi in malovrednimi ljudmi".
Bil je velik patriot. S premišljeno modrostjo je vodil svojo politiko. Znal je gospodarsko razmišljati in mirno obdobje njegovega vladanja (po letu 1462) je bilo na Češkem najuspešnejše po Karlu IV. Njegovo nekoliko zanesenjaško snovanje zveze krščanskih knezov Evrope imajo nekateri za prvo idejo o združeni Evropi. Žal čas, v katerem je živel, ni dopuščal, da bi njegovi talenti obrodili trajne sadove.

## Družina
Jurij se je leta 1441 poročil s Kunigundo Šternberško (Kunhuta ze Šternberka). Imela sta naslednje otroke:
- Boček (1442–1496)
- Viktorín (1443–1492) ∞ 1) 1463 Markéta z Pirkštejna; 2) 1474 Žofie Těšínská; 3) 1480 Markéta z Montferratu
- Barbara (1446–1474) ∞ 1) Jindřich z Lipé († 1469); 2) Jan Křinecký z Ronova
- Henrik starejši (Jindřich starší, 1448–1498), ∞ Uršula, hčerka brandenburškega mejnega grofa Alberta III. Ahilesa
- Katarina (1449 – 1464) ∞ 1461 Matija Hunyjadi, ogrski kralj
- Zdenka/Sidonja (1449–1510) ∞ 1464 saški vojvoda Albert III. Srčni.

Jurij se je drugič poročil leta 1450 z Ivano Rožmitalsko (Johana z Rožmitálu, †1475); imela sta naslednje otroke:
- Henrik mlajši (Hynek, 1452–1492) ∞ 1471 Katarina, hči saškega vojvode Viljema III.
- Friderik (Bedřich, 1453–1458)
- Anežka
- Ludmila (1456-1503) ∞ Friderik I. Legniški